# PSV in het seizoen 2021/22 (vrouwen)
Het seizoen 2021/2022 was het 10e jaar in het bestaan van de Eindhovense vrouwenvoetbalclub PSV. De club kwam uit in de Eredivisie en eindigde op de derde plaats. In het toernooi om de KNVB beker reikte de ploeg tot de finale. Hierin werd met 2–1 verloren van Ajax. De club plaatste zich voor de Eredivisie Cup door als hoogste te eindigen zonder periodetitel. In de halve finale werd over twee wedstrijden met 5–0 verloren van Ajax. Door het behalen van de tweede plaats in het vorige voetbalseizoen heeft het team tevens meegedaan aan de Champions League, hierin werd de eerste kwalificatiegroep niet overleefd.

## Wedstrijdstatistieken

### Eredivisie
|                       | ADO Den Haag | Ajax      | Alkmaar   | Excelsior | Feyenoord | sc Heerenveen | PEC Zwolle | FC Twente |
| --------------------- | ------------ | --------- | --------- | --------- | --------- | ------------- | ---------- | --------- |
| Thuis                 | 2 – 1        | 1 – 2     | 1 – 0     | 1 – 0     | 1 – 0     | 4 – 1         | 3 – 0      | 2 – 1     |
| Uit                   | 1 – 0        | 5 – 1     | 1 – 3     | 3 – 3     | 2 – 1     | 0 – 1         | 1 – 1      | 3 – 1     |
| Derde competitieronde | 0 – 1 (T)    | 0 – 0 (U) | 2 – 3 (U) | 1 – 1 (T) | 2 – 1 (T) | 1 – 0 (T)     | 0 – 2 (U)  | 3 – 0 (U) |

### KNVB beker
| Achtste finale                                                                   | IJFC                                                                               | 0 – 6 (0 – 3)             | PSV |
| 29 januari 2022 Aanvangstijd: 14.30 uur Plaats: IJsselstein Sportpark Groenvliet |                                                                                    |                           | 10', 28' Desiree van Lunteren 27' Senna Koeleman 62' Jeslynn Kuipers 69' Maruschka Waldus 86' (e.d.) Esmee Westland |
| Kwartfinale                                                                      | PSV                                                                                | 4 – 0 (3 – 0)             | Feyenoord |
| 8 maart 2022 Aanvangstijd: 19.30 uur Plaats: Eindhoven De Herdgang               | Desiree van Lunteren 28' Maruschka Waldus 36' Amalie Thestrup 38' Esmee Brugts 63' |                           | |
| Halve finale                                                                     | PSV                                                                                | 2 – 1 (1 – 0, 1 – 1) n.v. | ADO Den Haag |
| 20 maart 2022 Aanvangstijd: 12.15 uur Plaats: Eindhoven De Herdgang              | Melanie Bross 23' Julie Biesmans 97'                                               |                           | 49' Gwyneth Hendriks                                                                                                |
| Finale                                                                           | PSV                                                                                | 1 – 2 (0 – 2)             | Ajax |
| 18 april 2022 Aanvangstijd: 14.30 uur Plaats: Nijmegen Goffertstadion            | Amalie Thestrup 74'                                                                |                           | 39' Nadine Noordam 76' Romée Leuchter                                                                               |

### Eredivisie Cup
| Halve finale                                                      | PSV                                         | 0 – 2 (0 – 1) | Ajax                                          |
| 26 mei 2022 Aanvangstijd: 14.30 uur Plaats: Eindhoven De Herdgang |                                             |               | 11' Nadine Noordam 47' Stefanie van der Gragt |
| Halve finale                                                      | Ajax                                        | 3 – 0 (3 – 0) | PSV                                           |
| 29 mei 2022 Aanvangstijd: 14.30 uur Plaats: Amsterdam De Toekomst | Romée Leuchter 28' Victoria Pelova 39', 41' |               |                                               |

### Champions League
| 1e kwalificatieronde (Halve finale)                                  | PSV                                                                            | 3 – 1 (1 – 1)    | Lokomotiv Moskou                                        | Opstelling PSV |
| 18 augustus 2021 Aanvangstijd: 18.00 uur Plaats: Moskou Sapsan Arena | Esmee Brugts 6' Anika Rodriguez 52' Maruschka Waldus 65' Amalie Thestrup 90+5' | Wedstrijdverslag | 4' 90+1' Anna Belomyttseva 55' Kristina Mashkova        | Van Veenendaal, Van den Berg, Waldus, Van Lunteren ( 70' Harrison), Biesmans, Bross, Carreras ( 77' Rask), Rodriguez ( 88' Levels), Thestrup, Pattiwael ( 70' Coolen), Brugts ( 88' Snellenberg) |
| 1e kwalificatieronde (Finale)                                        | Arsenal WFC                                                                    | 3 – 1 (2 – 0)    | PSV                                                     | Opstelling PSV |
| 21 augustus 2021 Aanvangstijd: 18.00 uur Plaats: Moskou Sapsan Arena | Vivianne Miedema 19' Mana Iwabuchi 39', 65' Katie McCabe 58' Noëlle Maritz 76' | Wedstrijdverslag | 22' Anika Rodriguez 51' Esmee Brugts 56' Julie Biesmans | Van Veenendaal, Van den Berg, Waldus, Levels, Van Lunteren, Biesmans ( 77' Harrison), Carreras ( 46' Rask), Rodriguez ( 69' Snellenberg), Thestrup, Pattiwael ( 46' Jean), Brugts ( 84' Moreno)  |

## Statistieken PSV 2021/2022

### Eindstand PSV in de Nederlandse Eredivisie Vrouwen 2021 / 2022
| Stand | Gespeeld | Gewonnen | Gelijk | Verloren | Punten | Doelpunten voor | Doelpunten tegen | Gele kaarten | Rode kaarten |
| ----- | -------- | -------- | ------ | -------- | ------ | --------------- | ---------------- | ------------ | ------------ |
| 3e    | 24       | 13       | 4      | 7        | 43     | 35              | 29               | 16           | 2            |

### Topscorers
| #      | Naam                 | Goal |
| ------ | -------------------- | ---- |
| 1.     | Desiree van Lunteren | 10   |
| 2.     | Naomi Pattiwael      | 5    |
| 3.     | Esmee Brugts         | 4    |
| 3.     | Anika Rodriguez      | 4    |
| 4.     | Mandy van den Berg   | 2    |
| 4.     | Melanie Bross        | 2    |
| 4.     | Maruschka Waldus     | 2    |
| 7.     | Jeslynn Kuijpers     | 1    |
| 7.     | Maxime Snellenberg   | 1    |
| 7.     | Amalie Thestrup      | 1    |
| 7.     | Janneke Verheijen    | 1    |
| Totaal | Totaal               | 35   |

| #      | Naam                 | Goal |
| ------ | -------------------- | ---- |
| 1.     | Desiree van Lunteren | 3    |
| 2.     | Amalie Thestrup      | 2    |
| 3.     | Julie Biesmans       | 1    |
| 3.     | Melanie Bross        | 1    |
| 3.     | Esmee Brugts         | 1    |
| 3.     | Senna Koeleman       | 1    |
| 3.     | Maruschka Waldus     | 1    |
| Totaal | Totaal               | 8    |

| #      | Naam           | Goal |
| ------ | -------------- | ---- |
| –      | Geen speelster | 0    |
| Totaal | Totaal         | 0    |

| #      | Naam             | Goal |
| ------ | ---------------- | ---- |
| 1.     | Esmee Brugts     | 2    |
| 2.     | Amalie Thestrup  | 1    |
| 2.     | Maruschka Waldus | 1    |
| Totaal | Totaal           | 4    |

### Kaarten
| #      | Naam                 | Kreeg geel |
| ------ | -------------------- | ---------- |
| 1.     | Maruschka Waldus     | 3          |
| 2.     | Esmee Brugts         | 2          |
| 2.     | Desiree van Lunteren | 2          |
| 2.     | Naomi Pattiwael      | 2          |
| 2.     | Anika Rodriguez      | 2          |
| 6.     | Mandy van den Berg   | 1          |
| 6.     | Melanie Bross        | 1          |
| 6.     | Jeslynn Kuijpers     | 1          |
| 6.     | Amalie Thestrup      | 1          |
| 6.     | Sari van Veenendaal  | 1          |
| Totaal | Totaal               | 16         |

| #      | Naam            | Kreeg voor de tweede keer geel en dus rood |
| ------ | --------------- | ------------------------------------------ |
| 1.     | Melanie Bross   | 1                                          |
| 1.     | Anika Rodriguez | 1                                          |
| Totaal | Totaal          | 2                                          |

| #      | Naam           | Weggestuurd |
| ------ | -------------- | ----------- |
| –      | Geen speelster | 0           |
| Totaal | Totaal         | 0           |

## Voetnoten
ADO Den Haag · 
Ajax · 
VV Alkmaar · 
Excelsior · 
Feyenoord · 
sc Heerenveen · 
PEC Zwolle · 
PSV · 
FC Twente